# Wilhelm von Beetz

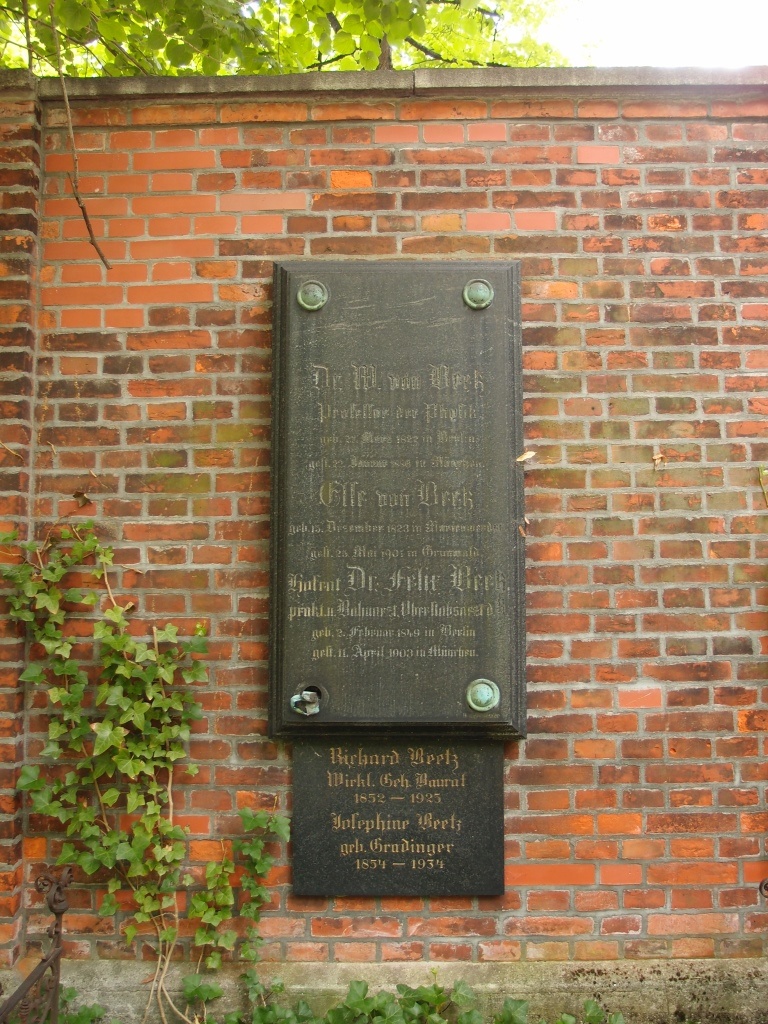
Grab von Wilhelm von Beetz auf dem Alten Nördlichen Friedhof in München

Friedrich Wilhelm Hubert Beetz, ab 1876 von Beetz (* 27. März 1822 in Berlin; † 22. Januar 1886 in München), war ein deutscher Physiker.

## Werdegang
Er war der jüngste Sohn des Geographie-Lehrers am Berliner Kadettenkorps Friedrich Beetz. Ab 1840 studierte er Physik und Chemie an der physiologischen Universität in Berlin. Danach war er zunächst Privatdozent an der Humboldt-Universität zu Berlin. Ab 1843 war er Lehrer für Physik im Kadettenhaus und Assistent von Heinrich Gustav Magnus. 1849 habilitierte er sich und war ab 1850 Professor für Physik am Kadettenkorps und an der Artillerie- und Ingenieurschule in Berlin. 1855 ging er als Professor nach Bern und 1858 nach Erlangen.
1845 war Beetz maßgeblich an der Gründung der Physikalischen Gesellschaft beteiligt. 1868 wurde Beetz schließlich Professor an der Technischen Hochschule München. Seit 1872 war er ordentliches Mitglied der Bayerischen Akademie der Wissenschaften. Im Jahr 1873 wurde er zum Mitglied der Gelehrtenakademie Leopoldina gewählt. 1874 bis 1877 war er Direktor des Polytechnikums. Er war seit 1870 Mitglied der Zwanglosen Gesellschaft München. 1874 setzte er mit Felix Klein die Berufung von Alexander von Brill zum Mathematikprofessor gegen den Widerstand des alten, einflussreichen Direktors Carl Maximilian Bauernfeind durch.
Sein Hauptarbeitsgebiet war die Elektrizitätslehre, wobei er sich vor allem für die Leitungsvorgänge interessierte und zahlreiche physikalische Apparate verbesserte. Er untersuchte die Leitfähigkeit von Flüssigkeiten und bestätigte, dass sie mit der Temperatur zunimmt.
Der Adelstitel, 1876 empfangen, war ein Persönlicher Adel. Er war auch Mitglied im 1841 von Emil du Bois-Reymond gegründeten „jüngeren Naturforscher-Verein“.

## Bekannte Schüler
- 1879 war Erasmus Kittler sein Assistent.

## Werke
- Leitfaden der Physik. Leipzig (11. Auflage, 1893)
- Ueber galvanische Trockenelemente und deren Anwendung zu elektrometrischen und galvanometrischen Messungen; 1885, 16 Seiten
- Offizieller Bericht über die im königlichen Glaspalaste zu München 1882 unter dem Protektorate seiner Majestät des Königs Ludwig II. von Bayern stattgehabte Internationale Elektricitäts-Ausstellung verbunden mit elektrotechnischen Versuchen; Autotypie-Verlag, 1882 244 Seiten, 1883 398 Seiten
- Grundzüge der Elektrizitätslehre: zehn Vorlesungen. Stuttgart (1878)
- Ueber den electrochemischen Vorgang an einer Aluminiumanode; 1877
- Ueber die electromotorische Kraft und den inneren Widerstand einiger Thermosäulen; 1877, 3 Seiten
- "Ueber die Cohäsion von Salzlösungen" von G. Quincke; 1876
- Heer Beetz legt vor und bespricht eine Abhandlung von Wilhelm von Bezold "Ueber das doppelte Maximum in der Häufigkeit der Gewitter während der Sommermonate."; 1875, 19 Seiten
- Der Antheil der bayerischen Akademie an der Entwicklung der Electricitätslehre; 1873, 31 Seiten
- Über die Wärme: ein Vortrag gehalten im wissenschaftlichen Verein am 28. Januar 1854; Schneider, 1854, 39 Seiten
- Über Magnetismus: ein Vortrag gehalten im wissenschaftlichen Verein am 13. März 1852; Berlin, G. Reimer, 1852, 27 Seiten
- Die Fortschritte des Galvanismus in den Jahren 1837 - 1847; Dove´s Report der Physik; Berlin, Veit & Comp., 1849